# SNG ved OL
SNG (Fællesskabet af Uafhængige Stater) deltog i olympiske lege efter Sovjetunionens opløsning. Egentlig var det SNG og Georgien som deltog sammen, og den officielle betegnelse var Det forenede hold (engelsk: Unified team og fransk: Equipe unifée), med landskoden EUN. Holdet blev til for at muliggøre at udøvere fra det tidligere Sovjetunionen kunne deltage under Vinter-OL 1992 i Albertville og Sommer-OL 1992 i Barcelona. Holdet erstattede også Sovjetunionen under Europamesterskabet i fodbold 1992 og VM i ishockey 1992. Holdet konkurrerede under OL-flaget.

## Deltagende stater
Da Sovjetunionen blev opløst i 1991, blev de 15 tidligere sovjetrepublikker selvstændige stater. 11 af dem dannede SNG i december 1991, mens Georgien blev medlem i 1993. På trods for at Georgien endnu ikke var med i SNG, var det disse 12 lande som deltog som Det forenede hold i OL, EM- og VM-slutspil i 1992. Efter 1992 etablerede alle de tidligere sovetrepublikker egne nationale olympiske komiteer, og har siden deltaget som selvstændige lande.
De baltiske stater, Estland, Letland og Litauen var aldrig en del af SNG, og deltog som selvstændige lande allerede i 1992.
| \| 1952–1991 \| 1992 \| 1993– \| Nr. \| \| ------------- \| ---------------------------------- \| ------------ \| --- \| \| Sovjetunionen \| Estland \| Estland \| 4 \| \| Sovjetunionen \| Letland \| Letland \| 8 \| \| Sovjetunionen \| Litauen \| Litauen \| 9 \| \| Sovjetunionen \| Det forenede hold (SNG + Georgien) \| Armenien \| 1 \| \| Sovjetunionen \| Det forenede hold (SNG + Georgien) \| Aserbajdsjan \| 2 \| \| Sovjetunionen \| Det forenede hold (SNG + Georgien) \| Georgien \| 5 \| \| Sovjetunionen \| Det forenede hold (SNG + Georgien) \| Kasakhstan \| 6 \| \| Sovjetunionen \| Det forenede hold (SNG + Georgien) \| Kirgisistan \| 7 \| \| Sovjetunionen \| Det forenede hold (SNG + Georgien) \| Moldova \| 10 \| \| Sovjetunionen \| Det forenede hold (SNG + Georgien) \| Rusland \| 11 \| \| Sovjetunionen \| Det forenede hold (SNG + Georgien) \| Tadsjikistan \| 12 \| \| Sovjetunionen \| Det forenede hold (SNG + Georgien) \| Turkmenistan \| 13 \| \| Sovjetunionen \| Det forenede hold (SNG + Georgien) \| Ukraine \| 14 \| \| Sovjetunionen \| Det forenede hold (SNG + Georgien) \| Usbekistan \| 15 \| \| Sovjetunionen \| Det forenede hold (SNG + Georgien) \| Hviderusland \| 3 \| | Sovjetrepublikker                  |              |     |
| 1952–1991 | 1992                               | 1993–        | Nr. |
| Sovjetunionen | Estland                            | Estland      | 4   |
| Sovjetunionen | Letland                            | Letland      | 8   |
| Sovjetunionen | Litauen                            | Litauen      | 9   |
| Sovjetunionen | Det forenede hold (SNG + Georgien) | Armenien     | 1   |
| Sovjetunionen | Det forenede hold (SNG + Georgien) | Aserbajdsjan | 2   |
| Sovjetunionen | Det forenede hold (SNG + Georgien) | Georgien     | 5   |
| Sovjetunionen | Det forenede hold (SNG + Georgien) | Kasakhstan   | 6   |
| Sovjetunionen | Det forenede hold (SNG + Georgien) | Kirgisistan  | 7   |
| Sovjetunionen | Det forenede hold (SNG + Georgien) | Moldova      | 10  |
| Sovjetunionen | Det forenede hold (SNG + Georgien) | Rusland      | 11  |
| Sovjetunionen | Det forenede hold (SNG + Georgien) | Tadsjikistan | 12  |
| Sovjetunionen | Det forenede hold (SNG + Georgien) | Turkmenistan | 13  |
| Sovjetunionen | Det forenede hold (SNG + Georgien) | Ukraine      | 14  |
| Sovjetunionen | Det forenede hold (SNG + Georgien) | Usbekistan   | 15  |
| Sovjetunionen | Det forenede hold (SNG + Georgien) | Hviderusland | 3   |

## Medaljeoversigt
| SNG medaljer under de olympiske sommerlege | SNG medaljer under de olympiske sommerlege | SNG medaljer under de olympiske sommerlege | SNG medaljer under de olympiske sommerlege | SNG medaljer under de olympiske sommerlege | SNG medaljer under de olympiske sommerlege |                  | SNG medaljer under de olympiske vinterlege | SNG medaljer under de olympiske vinterlege | SNG medaljer under de olympiske vinterlege | SNG medaljer under de olympiske vinterlege | SNG medaljer under de olympiske vinterlege | SNG medaljer under de olympiske vinterlege |
| Lege                                       | Guld                                       | Sølv                                       | Bronze                                     | Totalt                                     | Rang                                       | Lege             | Guld                                       | Sølv                                       | Bronze                                     | Totalt                                     | Rang                                       |                                            |
| 1992 Barcelona                             | 45                                         | 38                                         | 29                                         | 112                                        | 1                                          | 1992 Albertville | 9                                          | 6                                          | 8                                          | 23                                         | 2                                          |                                            |